# Sauropus albiflorus
Sauropus albiflorus är en emblikaväxtart som först beskrevs av Ferdinand von Mueller och Johannes Müller Argoviensis, och fick sitt nu gällande namn av Airy Shaw. Sauropus albiflorus ingår i släktet Sauropus och familjen emblikaväxter. Inga underarter finns listade i Catalogue of Life.

## Bildgalleri

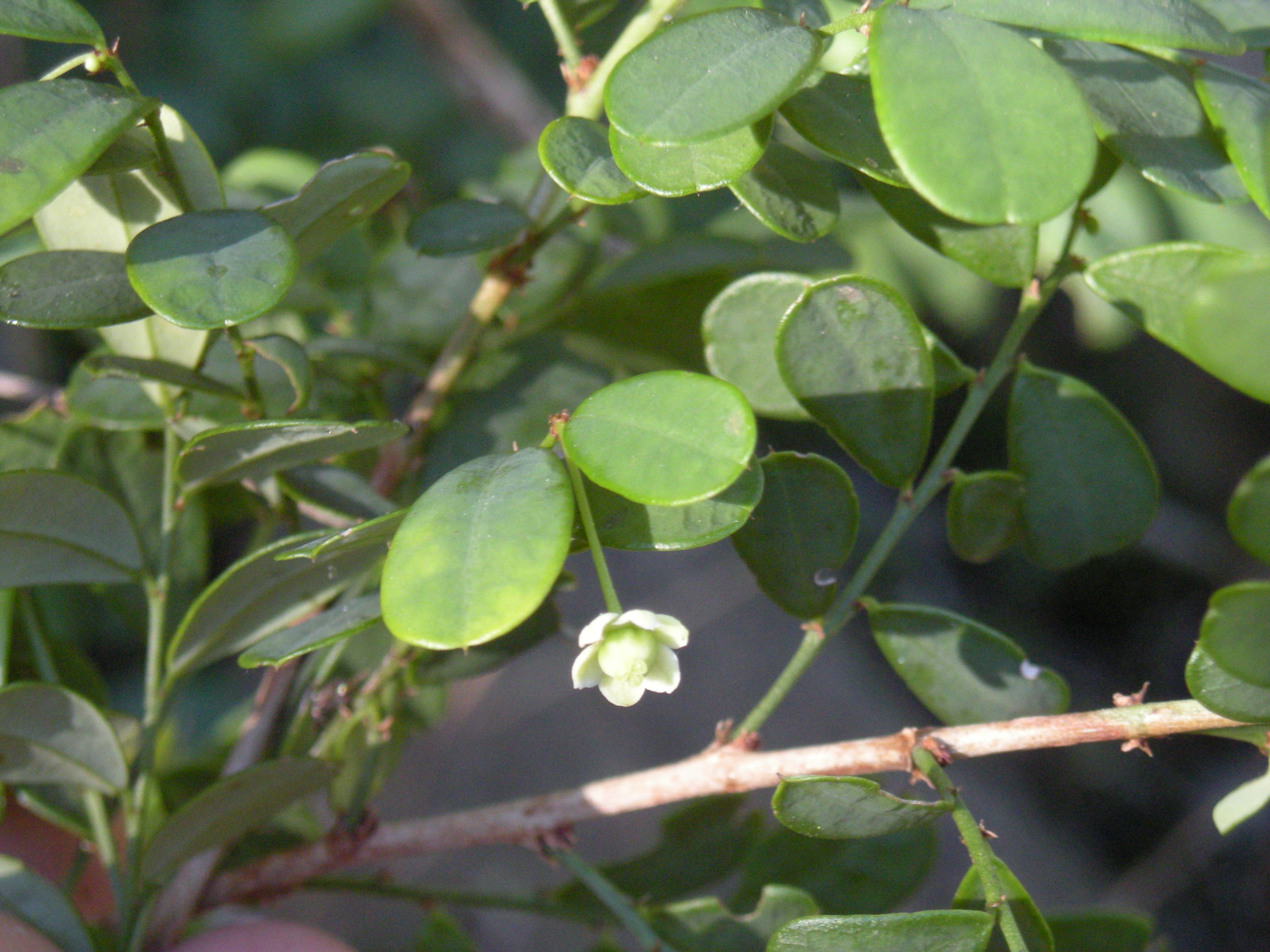
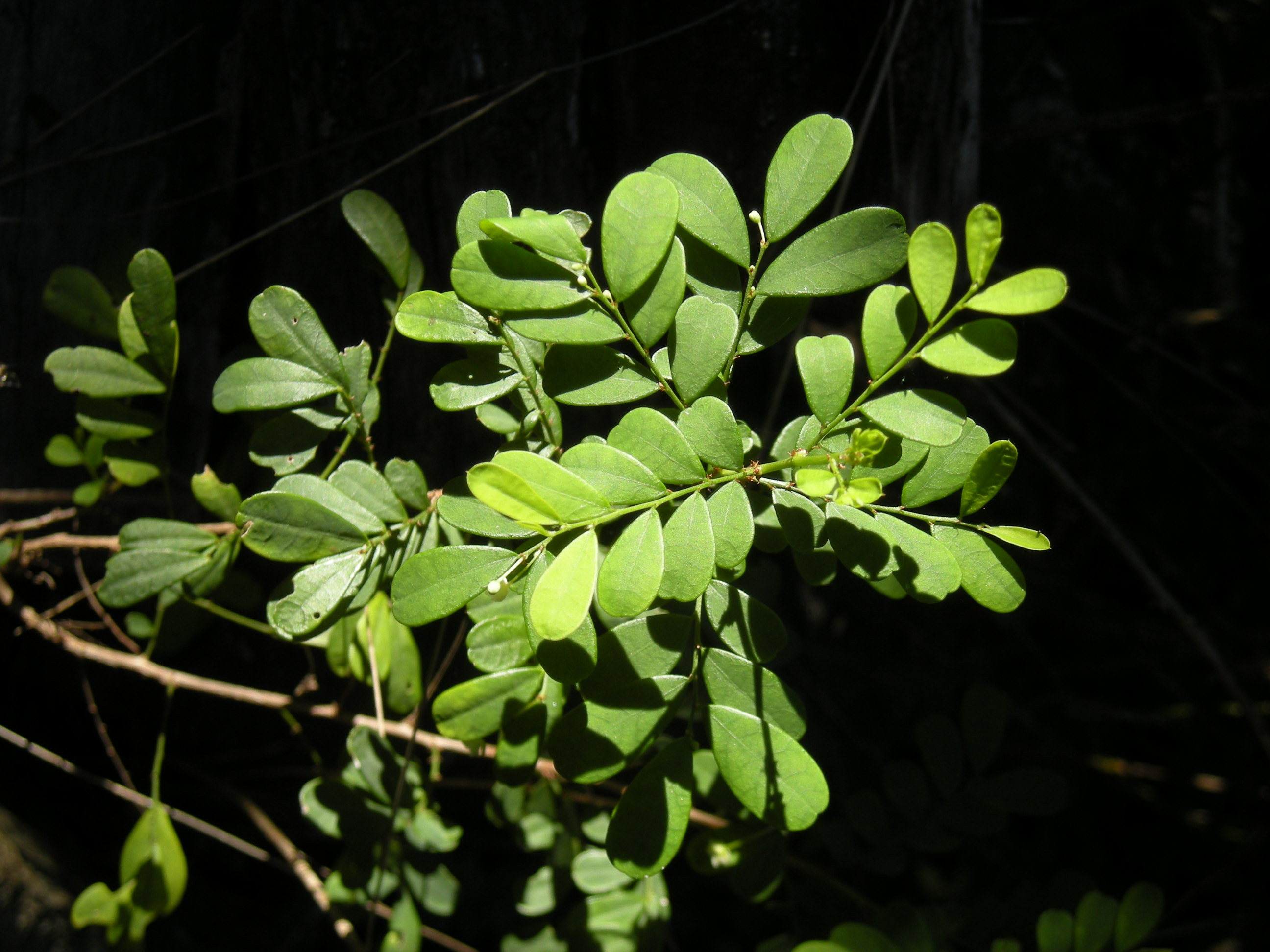
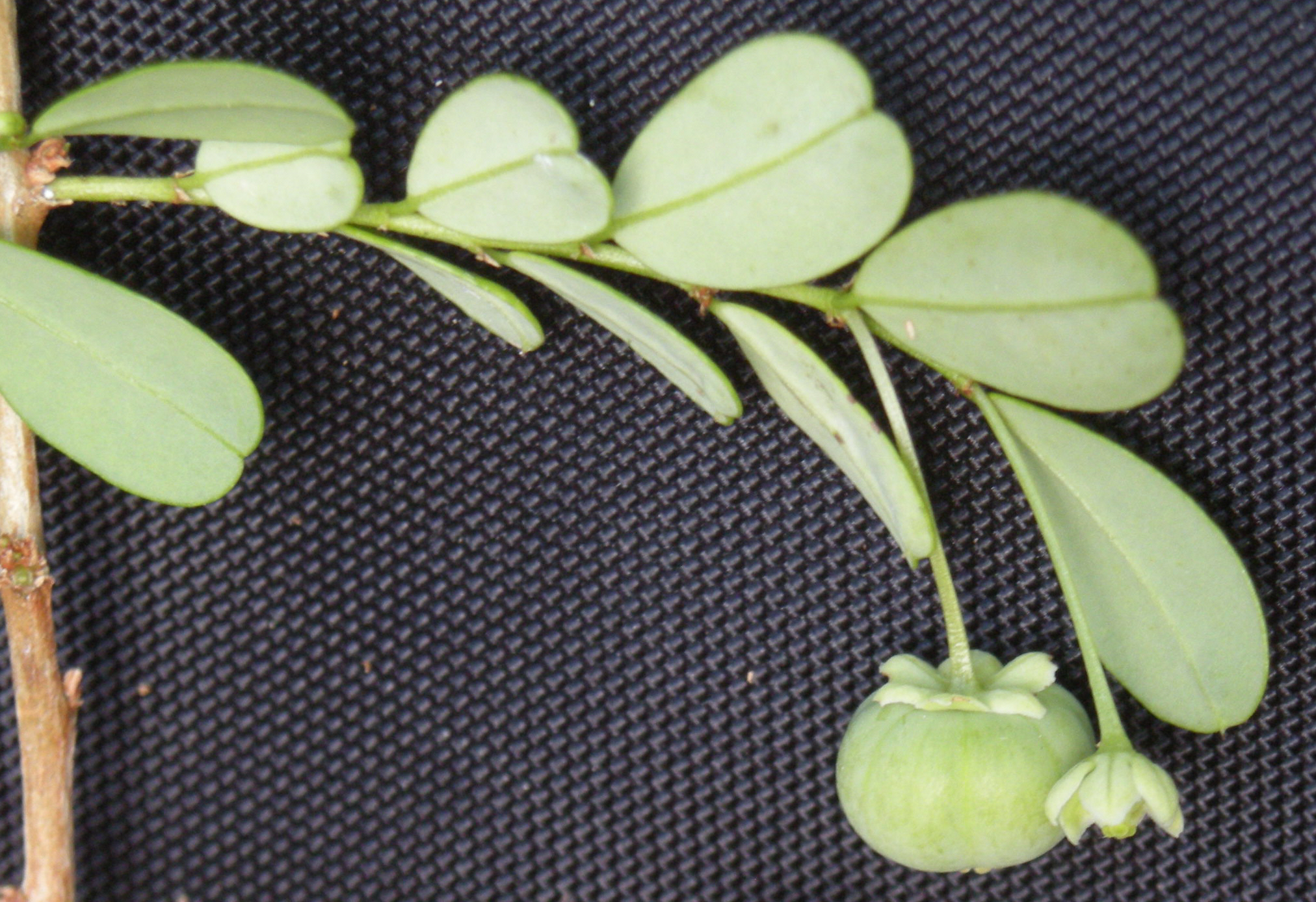
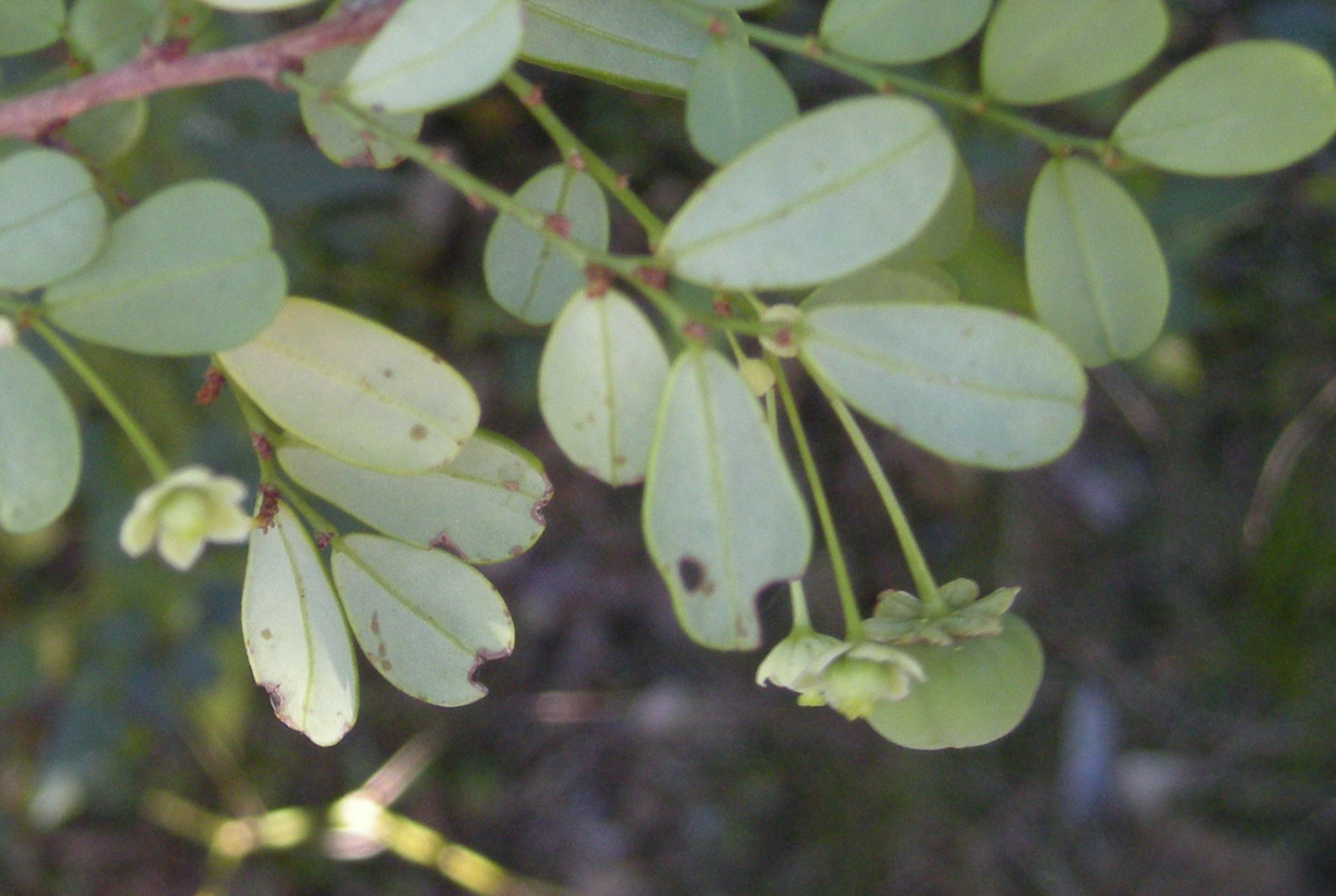